# Fortaleza de Jumará
La fortaleza de Jumará (en ruso: Хумаринское городище, Схимар, Схимарис) es un yacimiento arqueológico que consiste en las ruinas de una fortaleza de la Alta Edad Media situada en la orilla derecha del curso superior del río Kubán, cerca del aúl Jumará en los altos de Kalezh, raión de Karacháyevsk de la república de Karacháyevo-Cherkesia de Rusia.
Incluido en el Museo-Reserva Estatal Histórico, Cultural y Natural de Karacháyevo-Cherkesia M. O. Baichirov.

## Historia
En 1960-1962 el arqueólogo Vladímir Kuznetsov investigó la fortaleza. En 1963-1964 una expedición arqueológica del Instituto de Investigación Científica Karacháyevo-Cherkesia bajo el liderazgo de Y.P. Alekséyeva también investigó los restos. Como resultado de las excavaciones, se descubrieron capas de entre los siglos VI y VIII y se examinaron los restos de un muro de fortificación de piedra de 5 metros de entre los siglos VIII-X.
J. J. Bidzhiyev dirigió una serie de expediciones arqueológicas posteriores entre 1974 y 1983, centrando sus actividades en el estudio de las estructuras defensivas del asentamiento. Resultó que la línea defensiva recorría todo el perímetro, tenía torres, puertas y un foso profundo frente a ellas. La base superviviente de la torre alcanzaba una altura de 2,3 metros, tenía forma rectangular y más de 10 metros de sección transversal. Los enormes muros defensivos adyacentes a la torre tenían unos 5 metros de ancho y estaban hechos de bloques rectangulares.
En 2016-2019, se llevó a cabo una serie de estudios para crear un modelo tridimensional del relieve del fuerte de Jumará y el territorio adyacente con una superficie total de más de 170 hectáreas. Se estableció que el área de la ciudad fortificada medieval jázara era de aproximadamente 25 ha, la longitud total de la muralla de la fortaleza alcanzaba los 2 km y estaba equipada con entre 19 y 23 torres y baluartes.
El fuerte de Jumará es uno de los complejos arqueológicos más importantes que contiene información importante para el estudio de la cultura y las fortificaciones medievales del período final del Kaganato de Jazaria en el Cáucaso septentrional.

### Símbolos

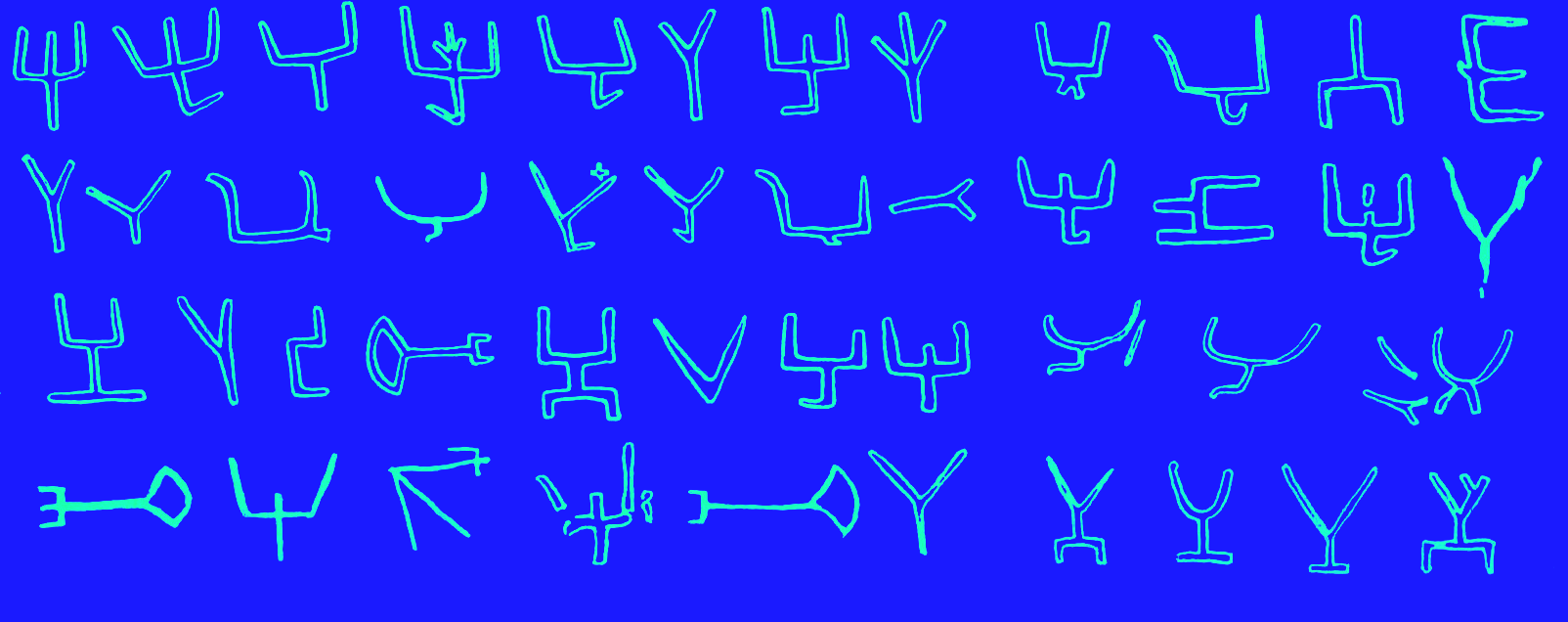
Símbolos hallados en los muros de la fortaleza.

Signos rúnicos tallados en las paredes de las fortificaciones fueron descubiertos en 1960 por trabajadores de un sovjoz local mientras extraían piedra de construcción. Fueron examinados por Kuznetsov, quien reconoció su origen túrquico. Al examinar los bloques de piedra de la torre y las paredes, se descubrieron varios símbolos parecidos a tamga, que tenían la forma de un bidente, un tridente, una esvástica y tres líneas verticales. Además, se descubrieron restos de cerámica de barro y ánforas, característicos de la cultura de Saltovo-Mayaki de la época del Kaganato de Jazaria. Otro hallazgo interesante fue el descubrimiento de un cuchillo hecho de una pieza de metal de tres capas. En la región esteparia de la cultura de Saltovo, la posición dominante la ocupaba la producción de productos de hierro y acero.
Se encontraron signos similares en forma de tamga en sellos de la fortaleza de Dmítriyevka, en losas de la fortaleza Mayatskoye y en una vasija de arcilla del entierro de un noble guerrero en la necrópolis Podgorovskoye (Salovka). Los hallazgos de signos en forma de bidentes y tridentes de dos caras y unilaterales en varios objetos de la cultura Saltovo-Mayaktskoye se encuentran en piedras, cerámicas, productos óseos, hebillas y colgantes de sello. El uso generalizado del signo puede indicar que sirvió como tamga asociado con un cierto estatus o afiliación familiar del propietario, o que era un símbolo religioso.
En el conjunto se encuentran imágenes de dos y tres dientes del tesoro de Martinivka y de la necrópolis de Pereshchepina de la época de la Gran Bulgaria.
M.D. Poluboyarinova del Instituto de Arqueología de la Academia de Ciencias de Rusia, especializada en arqueología de la Rus, la Bulgaria del Volga y la Horda de Oro, señaló el hecho de que signos similares a los tamga existían en la dinastía iraní siyaváshida, en el Imperio sasánida, entre los reyes del Bósforo, los príncipes del Rus y en las monedas de los kanes de la Horda de Oro. Los signos rus antiguos se caracterizan por tipos unilaterales de bidentes y tridentes, que van de formas simples a otras más complejas.